# Dva voskressénia
Dva voskressénia (Два воскресенья, "Dos diumenges") és una pel·lícula soviètica del 1963 dirigida per Vladímir Schrödel. Va participar en la selecció oficial del Festival Internacional de Cinema de Sant Sebastià 1964.

## Sinopsi
Liuixa, una empleada de la caixa d'estalvis de la petita ciutat de Radiozavodsk, guanya en la loteria una cosa de moda: un abric de niló. Els companys de feina aconsellen a la noia rebre un premi en diners i comprar alguna cosa útil. Liuixa se'n va a la capital regional, rep diners i vola a Moscou el cap de setmana, on coneix Volodya, qui filma escenes de la vida de la capital amb una càmera de cinema.
Liuixapassa tot el dia amb Volodya i acorden reunir-se. El diumenge següent, Liuixa torna a volar a Moscou, però Volodya ja no hi és; estava de viatge de negocis a la capital i ja havia marxat cap a Angarsk. Liuixa camina per Moscou de nit de Moscou i torna a Radiozavodsk. Al final de la pel·lícula, escriu una carta a Volodya.

## Repartiment
- Ljudmila Dolgorukova – Liuixa
- Vladimir Koretski – Volodja Sobolkov
- Ljudmila Makarova – Valentina Košeleva, caixera
- Vladimir Maksimov – Saša, constructor
- Tatjana Pankova – Maria Smirnova, cap del tresor
- Valentina Pugatšova – La veïna del dormitori de Lyusya
- Sergei Filippov – Sergei Nikolajevitš, conegut actor
- Nikolai Volkov – mariscal
- Mihhail Gluzski – Vassili Novikov
- Marina Polbentseva – stjuardess Ljusja
- Boriss Ljoskin – Griša, fotògraf
- Aleksei Smirnov – Aleksei Košelev
- Aleksandr Sokolov – Ilja Timofejevitš
- Maia Blinova – L'hàbitat de l'hotel
- Andrei Mironov – Periodista